# Triammatus saundersii
Triammatus saundersii là một loài bọ cánh cứng trong họ Cerambycidae.